# Klingervattnet (Frostvikens socken, Jämtland, 715454-145664)
Klingervattnet är en sjö i Strömsunds kommun i Jämtland och ingår i Ångermanälvens huvudavrinningsområde. Sjön har en area på 0,562 kvadratkilometer och ligger 407 meter över havet. Klingervattnet ligger i Frostvikenfjällen Natura 2000-område. Sjön avvattnas av vattendraget Storån (Risedeån).

## Delavrinningsområde
Klingervattnet ingår i det delavrinningsområde (715467-145658) som SMHI kallar för Utloppet av Klingervattnet. Medelhöjden är 526 meter över havet och ytan är 5,33 kvadratkilometer. Räknas de 78 avrinningsområdena uppströms in blir den ackumulerade arean 208,36 kvadratkilometer. Storån (Risedeån) som avvattnar avrinningsområdet har biflödesordning 3, vilket innebär att vattnet flödar genom totalt 3 vattendrag innan det når havet efter 281 kilometer. Avrinningsområdet består mestadels av skog (81 procent). Avrinningsområdet har 0,56 kvadratkilometer vattenytor vilket ger det en sjöprocent på 10,6 procent.